# Константінос Нідер
Константінос Нідер (грец. Κωνσταντίνος Νίδερ, прибл. 1865-1942) — грецький військовий офіцер. Генерал-лейтенант сухопутних військ Греції, він відзначився під час Першої світової війни та Греко-турецької війни (1919–1922).

## Біографія
Нідер народився в Месолонгіоні приблизно в 1865 році в сім'ї військового лікаря Франца Ксавера Нідера, одного з багатьох баварців, які прибули до Греції з королем Отто І. Він вступив до Грецького війського училища евелпідів, яке закінчив 12 серпня 1887 року в званні другого лейтенанта інженерних військ. Згодом Нідер вісім років служив у австро-угорській геодезичній місії в Греції, яка заклала основи власної Географічної служби грецької армії. Підвищений до лейтенанта в 1890 році і капітана в 1898 році, він був членом греко-османської прикордонної комісії після греко-турецької війни 1897 року, і був відправлений до Франції для подальшого навчання в 1903 році. Після повернення отримав звання майора і був призначений до новоствореного Генерального штабу, а потім до штабу 3-ї піхотної дивізії. У 1910-1914 роках — начальник Управління особового складу армії, начальник штабу тилу і допоміжних військ під час Першої балканської війни. У 1911 році отримав звання підполковника. У 1914 році отримав звання полковника і став начальником штабу 1-го армійського корпусу.
Під час національного розколу залишився вірним королю Костянтину I. Однак, оскільки він не був відзначений як палкий монархіст, він залишився в армії після вигнання короля та приходу до влади прем’єр-міністра Елефтеріоса Венізелоса у червні 1917 року. Перемога Венізелоса призвела до негайного вступу всієї країни в Першу світову війну на боці Антанти.
У червні 1917 року Нідер отримав командування 1-ю піхотною дивізією. У грудні 1918 року він отримав командування I армійським корпусом, який невдовзі брав участь в французькій інтервенції в Одесі та Криму, воюючи проти більшовиків у Криму та Одесі. 2 червня 1919 року він був призначений головою малоазійської грецької армії в зоні навколо міста Смірна (Ізмір). Він обіймав цю посаду до грудня, коли повернувся до своїх обов’язків командира I корпусу, який був частиною окупаційних сил. На цій посаді Нідер воював у наступних битвах Греко-турецької війни 1919–22 рр., поки його не змінили в лютому 1922 р.
Після його заміни Нідер намагався подати у відставку, але після поразки Греції в Малій Азії в серпні 1922 року та повалення монархічного уряду офіцерами-венізелістами, Нідера було відкликано на дійсну службу 21 вересня та призначено на чолі армії Фракії до його відставки 25 грудня 1923 р. У 1925 році він став віце-міністром у військових справах, а з квітня по серпень 1926 року очолював військову адміністрацію президента Греції (у той час колишній керівник апарату Теодороса Пангалоса, який став диктатором у 1925 році), після чого пішов у відставку з активної служби та громадського життя.
Загинув у 1942 р.